# Regentenstraße 3 (Mönchengladbach)

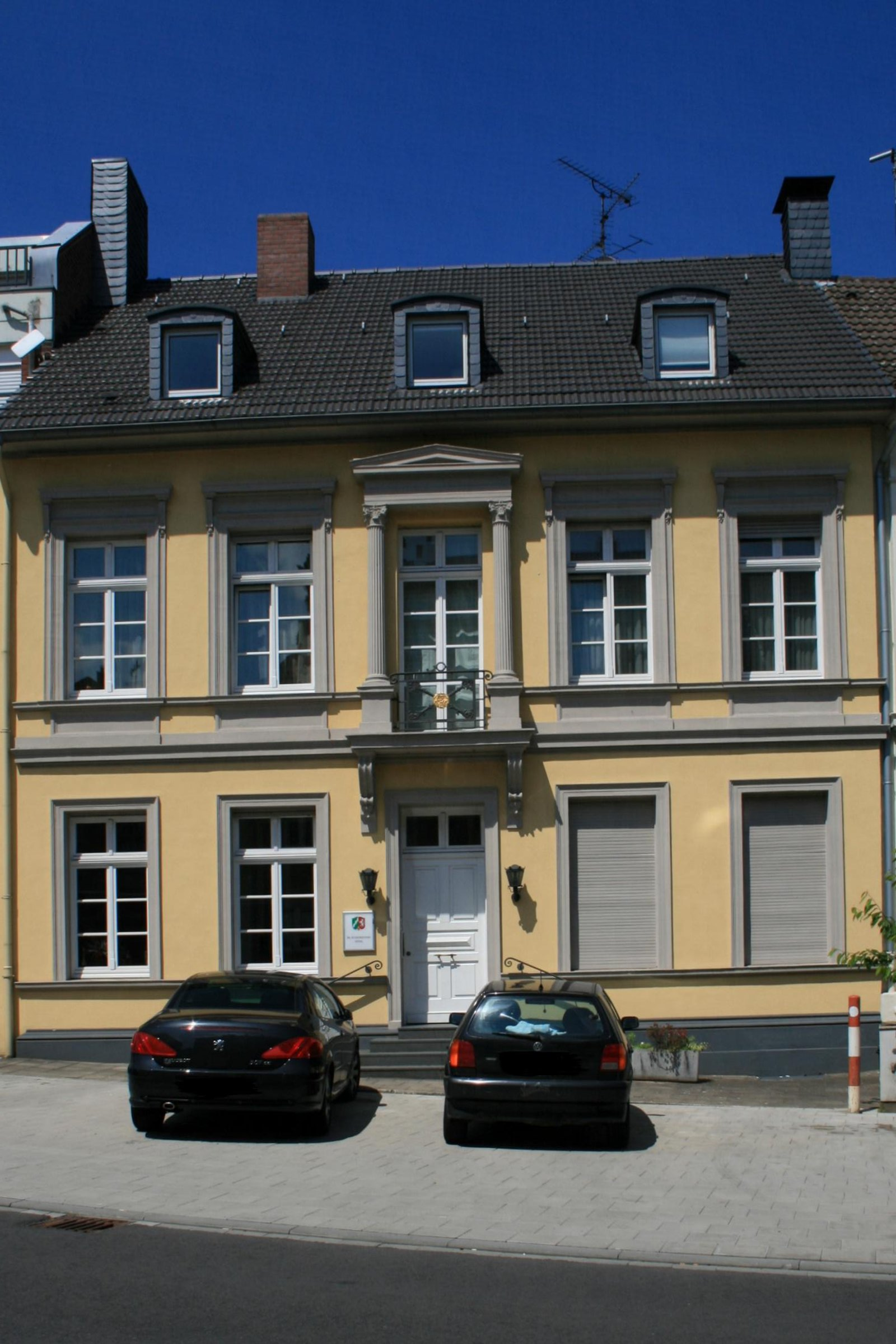
Wohngeschäftshaus (2010)

Das Wohnhaus Regentenstraße 3 steht im Stadtteil Gladbach in Mönchengladbach (Nordrhein-Westfalen).
Das Gebäude wurde 1860 erbaut. Es wurde unter Nr. R 025 am 2. Juni 1987 in die Denkmalliste der Stadt Mönchengladbach eingetragen.

## Architektur
Das Wohnhaus Regentenstraße Nr. 3 steht im Bereich der Oberstadt innerhalb einer Baugruppe der Häuser Nr. 3, 5 und 7, die zur Mitte des 19. Jahrhunderts entstanden sind. Es handelt sich um ein traufständiges Wohnhaus und zeigt 3 : 5 Achsen. Das ausgebaute Satteldach trägt drei Gauben. Das Gebäude ist aus historischen, stadtbildlichen und architektonischen Gründen schützenswert.